# Vladimir Volkoff

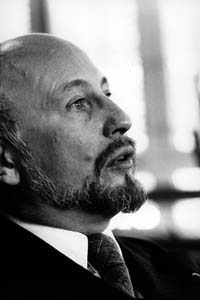
Vladimir Volkoff (1979)

Vladimir Volkoff (Parijs, 7 november 1932 – Bourdeilles (Dordogne), 14 september 2005) was een Franse schrijver van Russische afkomst.

## Levensloop
Volkoff werd geboren als zoon van Russische emigranten. Hij behaalde een licentie in klassieke talen en een doctoraat in de wijsbegeerte. Na zijn studies was hij eerst leraar Engels te Amiens (1955-1957). Van 1957-1962 diende hij in het Franse leger en streed mee in de Algerijnse Oorlog. Na zijn demobilisatie trok hij naar de Verenigde Staten waar hij eerst als vertaler werkte (1963-1965) en later Frans en Russisch doceerde (1966-1977). In 1979 keerde hij terug naar Frankrijk en werkte sindsdien alleen nog als schrijver.
Volkoff was bedreven in diverse literaire disciplines; hij schreef zowel romans, toneelwerken, essays, geschiedenis als biografieën. Zijn anti-communistische overtuiging stak hij niet onder stoelen of banken.
In totaal publiceerde hij een honderdtal boeken. Meermaals mocht hij letterkundige prijzen in ontvangst nemen: onder andere Prix Chateaubriand, Prix Jules Verne, Grand Prix du roman de l'Académie française, en de Prix Daudet, die in 2003 aan hem werd toegekend door de luisteraars van Radio Courtoisie.
Volkoff was praktiserend Katholiek en anti-modernistisch. Hij zette zich fel af tegen decadentie en alles wat naar marxisme neigde. In de Franse rechterzijde was hij een graag gezien figuur.

## Werken

### Romans
- Métro pour l'enfer (Science-fiction, Le Rayon Fantastique ; réédité bien plus tard dans une autre collection)
- L'Agent triple (Julliard)
- Les Mousquetaires de la République (La Table Ronde)
- Le Retournement (L'Âge d'Homme) - Prix Chateaubriand
- Les Humeurs de la mer (L'Âge d'Homme):
  1. Olduvaï
  2. La Leçon d'anatomie
  3. Intersection
  4. Les Maîtres du temps
- Le Montage (L'Âge d'Homme) - Grand prix du roman de l'Académie française 1982
- Le Trêtre (L'Âge d'Homme)
- Le Professeur d'histoire (L'Âge d'Homme)
- Nouvelles américaines (L'Âge d'Homme)
- Une histoire surannée quelque peu (L'Âge d'Homme)
- L'Interrogatoire (Éditions de Fallois/L'Âge d'Homme)
- Les Hommes du Tsar (Éditions de Fallois/L'Âge d'Homme):
  1. Les Hommes du tsar
  2. Les Faux Tsars
  3. Le Grand Tsar blanc
- L'Enfant posthume (L'Âge d'Homme)
- Le Bouclage (Éditions de Fallois/L'Âge d'Homme)
- La Chambre meublée (L'Âge d'Homme)
- Le Berkeley à cinq heures (Éditions de Fallois/L'Âge d'Homme) - Prix de la ville d'Asnières 1994
- Peau-de-Bique (Hachette)
- La Crevasse (Éditions de Fallois/L'Âge d'Homme)
- Chroniques angéliques (Éditions de Fallois/L'Âge d'Homme)
- Il y a longtemps mon amour (Éditions de Fallois/L'Âge d'Homme)
- L'Enlèvement (Éditions du Rocher)
- Opération Barbarie (Éditions des Syrtes)
- Le Contrat (Éditions du Rocher)
- La Grenade (Éditions des Syrtes)

### Biografieën
- Vladimir, le Soleil rouge (L'Âge d'Homme)
- Tchaïkovsky (L'Âge d'Homme)

### Essays
- Vers une métrique française (French Literature Publication Company)
- Le Complexe de Procuste (L'Âge d'Homme)
- Lawrence le Manifique : essai sur Lawrence Durrel et le roman relativiste (L'Âge d'Homme)
- Lecture de l'Évangile selon saint Matthieu (L'Âge d'Homme)
- La Désinformation, arme de guerre : textes de base présentés par Vladimir Volkoff (L'Âge d'Homme)
- Du roi (L'Âge d'Homme)
- Vladimiriane : recueil d'articles (L'Âge d'Homme)
- La Trinité du mal ou Réquisitoire pour servir au procès posthume de Lénine, Trotsky, Staline (Éditions de Fallois/L'Âge d'Homme)
- La Bête et le Venin ou la Fin du communisme (Éditions de Fallois/L'Âge d'Homme)
- Lecture de l'Évangile selon saint Luc et saint Marc (L'Âge d'Homme)
- Petite Histoire de la désinformation (Éditions du Rocher)
- Désinformation, flagrant délit (Éditions du Rocher)
- Manuel du politiquement correct (Éditions du Rocher)
- Désinformations par l'image (Éditions du Rocher)
- Pourquoi je suis moyennement démocrate (Éditions du Rocher)
- Pourquoi je serais plutôt aristocrate (Éditions du Rocher) (2004)
- La Désinformation et le Journal le monde (François Jourdier)
- La désinformation par les mots : Les mots de la guerre, la guerre des mots (Maurice Pergnier)

### Theater
- L'amour tue, comédie (L'Âge d'Homme)
- Yalta, tragédie (L'Âge d'Homme)
- Le Mystère de saint Vladimir, théâtre (L'Âge d'Homme) - Prix Alfred-de-Vigny 1988
- Œdipe (L'Âge d'Homme)
- Théâtre I : L'Interrogatoire. Le Réquisitoire (L'Âge d'Homme)
- Charme slave (L'Âge d'Homme)

### Science-fiction
- Métro pour l'enfer, roman (Pocket) - Prix Jules Verne 1963
- Le Tire-bouchon du bon Dieu, roman (Pocket)
- La Guerre des pieuvres, roman (Pocket)

### Met Jacqueline Dauxois-Bruller
- L'exil est ma patrie, entretiens (Le Centurion)
- Alexandra, roman (Albin Michel)

### Stripverhalen
- Vladimir le soleil radieux (Le Lombard) - Prix de la bande dessinée chrétienne
- Alexandre Nevsky (Le Lombard)

### Voor de jeugd
- Conte d'Ivan le Nigaud (L'Âge d'Homme)
- Série « Langelot » (Éd. du Triomphe, onder het pseudoniem « Lieutenant X »)

- Bibsys: 90104743
- Biblioteca Nacional de España: XX899840
- Bibliothèque nationale de France: cb119286523 (data)
- CiNii: DA0088632X
- Gemeinsame Normdatei: 124984290
- International Standard Name Identifier: 0000 0001 2149 1492
- Library of Congress Control Number: n81035449
- Bibliotheek van het Japanse parlement: 00459860
- Nationale bibliotheek van Australië: 35584076
- Nationale Bibliotheek van Israël: 987007273610705171
- Nationale en Universitaire bibliotheek Zagreb: 000002691
- Nederlandse Thesaurus van Auteursnamen: 074274627
- Istituto Centrale per il Catalogo Unico: CFIV000550
- Système universitaire de documentation: 027189864
- Trove: 1003985
- Virtual International Authority File: 120698549
- WorldCat: E39PBJmTmy7thdxGhg6RctgkDq